# Sociální síť
Sociální síť, společenská síť nebo komunitní síť je služba na internetu, která registrovaným členům umožňuje si vytvářet osobní (či firemní) veřejný či částečně veřejný profil, komunikovat spolu, sdílet informace, fotografie, videa, provozovat chat a další aktivity. Někdy se za sociální síť považují i internetová diskusní fóra, kde si uživatelé vyměňují názory a poznatky na vybraná témata (těhotenství, automobily, finanční poradenství, apod.). Šíří se zde ve značné míře internetové memy. Komunikace mezi uživateli sociálních sítí může probíhat buď soukromě mezi dvěma uživateli, nebo (nejčastěji) hromadně mezi uživatelem a skupinou s ním propojených dalších uživatelů.
Pojmenování pochází ze sociologického pojmu sociální síť – skupina lidí, která spolu udržuje komunikaci různými prostředky.
V současnosti nejznámější a největší sociální sítí na světě je Facebook s více než miliardou registrovaných uživatelů (květen 2019).
Podle italské studie má život na sociálních sítích značně negativní dopad na skutečný život každého člověka ve smyslu, že komunikace s ostatními pomocí sociálních sítí ovlivňuje, jak moc těmto lidem dotyčný věří, přičemž ztráta důvěry dopadá negativně na vnímání vlastní spokojenosti se životem. Navíc je vlivem systému paradoxně většina uživatelů (i 90 %) méně populárních než jejich přátelé. Mladí lidé mají navíc problémy s posouzením důvěryhodnosti zpráv. Odborníci často nedoporučují je používat.

## Vznik sociálních sítí
Za první sociální síť lze považovat projekt Sixdegrees spuštěný v roce 1997, kde uživatelé měli možnost si vytvořit svůj osobní profil a seznam přátel a později procházet seznamy přátel svých přátel. V roce 2000 byla služba ukončena (doména stále existuje, ale lze se zaregistrovat jen na základě pozvánky). Podle svého zakladatele tento projekt nebyl úspěšný, protože jednoduše předběhl svou dobu. Na konci devadesátých let byl obecně počet uživatelů Internetu nízký.

## Nejznámější sociální sítě
- Facebook – vznikla v roce 2004 původně jako síť určená pro studenty Harvardovy univerzity, slouží jako platforma pro vytváření osobních, firemních a skupinových profilů a propojování přátel, dále jako herní server, internetové fórum, pro ukládání a sdílení multimédií.
- Instagram – slouží ke zveřejňování vlastních fotografií a videí.
- TikTok – sociální síť zaměřená na krátká videa, nejstahovanější síť roku 2020.[6]
- WeChat – největší[zdroj?] sociální síť v Číně.
- Snapchat – možnost sdílení fotografií a videí po dobu 24 hodin. Následně vše zmizí.[zdroj?]
- X – vznikla v roce 2006 a slouží především pro mikroblogy. V červenci 2023 proběhla změna názvu a loga z původního Twitteru na současné X.
- Ask.fm – Vznikla v roce 2011. Uživatelé mohou anonymně či neanonymně psát otázky na zdi registrovaných uživatelů a ti na ně podle vlastní libosti mohou odpovědět nebo otázku smazat.
- Tumblr umožňuje uživatelům psát mikroblogy. Vznikla v roce 2007. Od roku 2013 ji vlastní firma Yahoo.
- Myspace – vznikla v roce 2003 a slouží jako sociální síť, pro internetové profily lidí, pro ukládání a sdílení multimédií, druhá nejpoužívanější sociální síť na světě,[zdroj?] patří společnosti Specific Media.
- LinkedIn – vznikla v roce 2003, slouží pro internetové profily a pro pracovní životopisy, je to pracovní sociální síť, mnohým světovým zaměstnavatelům stačí místo životopisu poslat odkaz na profil na LinkedIn, možnost vystavení referencí o podrobnostech spolupráce s kolegy z LinkedIn.
- Academia.edu – vznikla v roce 2008, je určena pro vědeckou komunitu, umožňuje sdílení odborných prací, sledování výzkumu v daném oboru.
- ResearchGate – vědecká sociální síť.
- Statuska.com[7] - Slouží k publikaci kratších statusů a médií, s možností ukládat si jednotlivé příspěvky a chatovat mezi uživateli.
- Diaspora* – Svobodná a decentralizovaná síť ve které si každá osoba může založit vlastní server a zapojit se do společné sítě.
- Mastodon – otevřená síť.
- Google+ – vznikla v roce 2011 jako obdoba sítě Facebook, kde hlavní rozdíl spočíval v nastavení sdílení přes tzv. kruhy, do kterých si bylo možné rozdělit jednotlivé osoby a sdílet dané věci jen s těmi, pro které to mělo přínos, nebo se jich to týkalo. 2. dubna 2019 byla služba ukončena.

## České sociální sítě
- Bezones.cz – komunita majitelů a zástupců firem, kteří jsou otevřeni vzájemné spolupráci, navazování vztahů, sdílení zkušeností a s chutí vzájemně inspirovat a rozvíjet sebe i hodnotu svého businessu.
- ČSFD.cz – slouží jako sociální síť pro filmové fanoušky, nejaktivnější filmový web v České republice
- Dikobraz.cz – sociální síť humoru a humoristů
- ITnetwork.cz – portál a učebnice zaměřené na programování a obecně IT
- Sousede.cz – slouží jako sociální síť pro lidi žijící v SVJ/BD a jejich přátele. Uživatelé zde mohou sdílet důležité informace ohledně domu, ve kterém bydlí, nebo který pronajímají. K dispozici zde mají on-line nástěnku, úložiště dokumentů, kalendář akcí, či fotogalerii.
- SportCentral.cz – slouží k vyhledávání sportovních zařízení, rekreačních sportovců, týmů, trenérů, a komunikaci mezi těmito skupinami
- Roku 2001 IT konsultant a developer Marek Janda uvedl k užití platformu Nyx.cz, jejíž členové s vzájemně informují, radí, pomáhají, ale i poskytují zábavu.

Poté, co byl koncem roku 2008 spuštěn Facebook v češtině, začal zájem o české sociální sítě a komunitní servery upadat, do roku 2012 klesl počet zobrazení stránek (PV) serverů Blog.cz a Xchat o přibližně 75 %, serveru Líbímseti.cz dokonce o 90 %. Pro zabránění poklesu návštěvnosti mohou servery reagovat dvěma způsoby, buď postupným vylepšováním služby nebo spuštěním úplně nové verze služby (i jinak zaměřené). Lidé.cz se vydali druhou cestou, nová verze byla spuštěna v březnu 2014. Po tomto kroku server ztratil dalších 30 % návštěvníků.

## Lokální sítě v jiných zemích
- Tuenti – této sociální síti se přezdívá „Španělský Facebook“
- Vkontakte – nejpopulárnější[zdroj?] sociální síť v Rusku

## Využití sociálních sítí firmami
Přestože sociální sítě byly původně založeny, aby sloužily lidem[zdroj?], řada firem již zjistila, že se jim otevřel nový komunikační kanál se svými zákazníky. Firmy přistupují k sociálním sítím různými způsoby. Jedni je nepovažují za důležité pro svůj byznys a tudíž neinvestují úsilí do vybudování svých profilů. Druzí investují omezené úsilí, vytvoří si profil firmy na sociální síti, případně pozorují, co o nich další uživatelé říkají. A třetí skupina firem se na sociální síti či sítích naplno věnuje komunikaci se svými zákazníky či potenciálními zaměstnanci. Obecně se zdá, že sociální sítě dávají do rukou zákazníků firem silný nástroj na projevení svých názorů a proto stále více firem se přinejmenším snaží citlivě monitorovat dění na sociálních sítích, které se týká jejich značky. Příkladem může být příběh zpěváka a kytaristy Dava Carrolla, který cestoval s leteckou společností United Airlines (USA). Během přepravy došlo k poškození jeho kytary, ale letecká společnost odmítla uznat reklamaci. Zpěvák po několika marných pokusech dovolat se svých práv ztvárnil píseň a videoklip „United breaks guitars“ („United rozbíjí kytary“), který zveřejnil na serveru YouTube. Během krátké doby video zhlédlo přes 10 miliónů diváků a náhlá negativní popularita donutila společnost United k tomu, aby škodu uhradila.[zdroj?] Možnosti využití sociálních sítí pro firmy jsou následující:
- Profil a novinky – v podstatě stránka se základními informacemi. Firma tímto způsobem zveřejňuje novinky o své činnosti, podobně jako to dělá na svých webových stránkách nebo v tisku
- Společenská odpovědnost – firma používá sociální síť k propagaci a provozu svých charitativních iniciativ, na které je v tradičních médiích málo prostoru. Sociální síť umožňuje zapojení širokého spektra příznivců
- Hry – firmy organizují různé hry pro zábavu, ale i vzdělání svých zákazníků, např. banky mohou představovat hry, ve které se lidé učí hospodařit s penězi či mohou organizovat fiktivní obchodování s cennými papíry
- Zákaznický servis – firma využívá sociální síť jako další kanál, kterým umožňuje zákazníkům, aby pokládali své dotazy a požadavky. Odpovědi na nejčastější otázky pak slouží i ostatním uživatelům/zákazníkům
- Monitoring a aktivní komunikace – firma může pomocí specializovaných nástrojů hromadně sledovat, co o ní ostatní uživatelé říkají a zdali jsou tyto zmínky pozitivní či negativní. Ve vybraných případech (zejména těch negativních zmínek) může firma uživatele napřímo oslovit a pokusit se změnit jeho názor na firmu v pozitivní
- Prodej – Facebook je první sociální síť na které si firmy mohou zřizovat plnohodnotný eShop. Facebook má dokonce připraven svůj vlastní platební nástroj Facebook Credits, kterým lze hradit zboží či služby

## Sdílení soukromých informací
Jedním z nejvíce diskutovaných témat[zdroj?] okolo sociálních sítí je sdílení a možnosti zneužití citlivých dat, důvěryhodnost sdělení a důvěryhodnost identity uživatele. Omezený a opatrný přístup zvolila na svém začátku sociální síť LinkedIn pro profesní kontakty, do které bylo možné se přihlásit jen na pozvání někoho, kdo již v síti fungoval a navíc bylo uživatelům silně doporučováno, aby si zvali pouze „důvěryhodné“ kontakty, které znají profesně. Zcela opačný přístup zvolila síť Facebook, kam se mohl zaregistrovat kdokoliv s e-mailovou adresou, přičemž údaje uváděné osobou v profilu nemusí odpovídat skutečnosti. Některé odhady ale hovoří pouze o 5-10% falešných registrací.

## Dopady sociálních sítí na uživatele
Podle trenérky Rebeccy Chambersové velké množství uživatelů sociálních sítí posiluje, aby se chlubili na sociálních sítích, protože sociální sítě servírují osvalenou postavu jako běžnou věc. Pokud pak uživatelům posilování nejde, mají z toho deprese.
Zvýšení doby strávené na sociálních sítích proti obvyklé míře tlumí pozitivní náladu a stupňuje negativní náladu adolescentů, ale hraní her nebo sledování videí takový vliv nemá.

## Budoucnost sociálních sítí
Zatímco dříve byly tradičně nejnavštěvovanějšími stránkami Internetu vyhledávače v čele s Googlem, nyní tyto přední pozice atakují sociální sítě Facebook a YouTube. Sociální sítě patří mezi tzv. technologie Web 2.0, tedy představují další vývojovou generaci Internetu v jeho struktuře a způsobu používání. Názory ohledně budoucnosti se různí, od silně favorizujících sociální sítě až po skeptické. Napovědět mohou pouze fakta: podle zprávy agentury Nielsen z roku 2010 tráví Američané nejvíce času (když jsou on-line) právě na sociálních sítích. Na druhém místě jsou on-line hry a teprve na třetím e-mail.
V současnosti se stále více rozšiřují sociální sítě i v oblasti investování na burze. Tyto sociální sítě dovolují běžným uživatelům bez znalosti burzy obchodovat. Uživatel pouze kopíruje automatické obchody, které provádí zkušený obchodník. 
Daniel Dočekal v roce 2018 v rámci seriálu článků Jak bude internet vypadat za 20 let? poukázal na možnost, že sociální sítě a profily na nich v budoucnu stanou něčím, co bude předurčovat, kdo je kdo a co mu je dovoleno.